# Сангаредди
Сангареддипет, Сангаредди (англ. Sangareddy) — город в индийском штате Телангана. Административный центр округа Медак. Расположен в 55 км от Хайдарабада. Средняя высота над уровнем моря — 496 метров. По данным всеиндийской переписи 2001 года, в городе проживало 56 691 человек, из которых мужчины составляли 51 %, женщины — соответственно 49 %. Уровень грамотности взрослого населения составлял 71 % (при общеиндийском показателе 59,5 %). Уровень грамотности среди мужчин составлял 78 %, среди женщин — 63 %. 13 % населения было моложе 6 лет.